# Magali Barney
Pour les articles homonymes, voir Barney.
Magali Barney, née le 26 mars 1966 à Ajaccio, est une actrice, directrice artistique et adaptatrice française.
Notamment active dans le doublage, elle est entre autres la voix française d'Alyssa Milano.

## Biographie

### Famille
Elle est la fille de Jean Barney et de Mireille Delcroix, qui sont également comédiens. Son fils, Simon Koukissa, est lui aussi comédien.

### Vie privée
Elle était mariée au comédien de doublage Patrick Floersheim.

## Théâtre
- 1984 : Angelo, tyran de Padoue de Victor Hugo, mise en scène Jean-Louis Barrault, Théâtre Renaud-Barrault
- 1985 : Henri IV de Luigi Pirandello, mise en scène Jean-Pierre Bouvier, Théâtre Montparnasse
- 1995 : Le Songe d'une nuit d'été de William Shakespeare, mise en scène Denis Llorca, Centre dramatique de La Courneuve
- 2012 : Galimatias de Magali Barney, mise en scène Patrick Floersheim, L'Auguste Théâtre

## Filmographie

### Cinéma
- 2000 : La Faute à Voltaire : Véronique

## Doublage

### Cinéma

#### Films
- Alyssa Milano dans :
  - Le Coup de Vénus (2002) : Amy
  - Dickie Roberts, ex enfant star (2003) : Cyndi
  - My Girlfriend's Boyfriend (2010) : Jesse Young
  - Bon à tirer (BAT) (2011) : Mandy
  - Happy New Year (2011) : Mindy
  - Little Italy (2018) : Dora Angioli
  - L'Emprise du vice (2022) : Grace Miller
- Parker Posey dans :
  - Les Folies de Margaret (1998) : Margaret Nathan
  - Mascots (2016) : Cindi Babineaux
- Lindsay Sloane dans : 
  - Le Fantôme de mon ex-fiancée (2008) : Chloe
  - Very Bad Cops (2010) : Francine
- Claire Forlani dans : 
  - Les Glandeurs  (1995): Brandi Svenning
  - Rock (1996) : Jade Angelou
- 1978[3] : The Wiz : Dorothy (Diana Ross)
- 1988 : Le Retour de Billy Wyatt : Robin Parks jeune (Yvette Croskley)
- 1989 : Jusqu'au bout du rêve : Karin Kinsella (Gaby Hoffmann)
- 1991 : Popcorn : Maggie Butler/Sarah Gates (Jill Schoelen).
- 1994 : Pulp Fiction : Fabienne (Maria de Medeiros)
- 1996 : Girl 6 : Girl #75 (Naomi Campbell)
- 1997 : Souviens-toi... l'été dernier : Julie (Jennifer Love Hewitt)
- 2000 : High Fidelity : Sarah Kendrew (Lili Taylor)
- 2003 : Les Bouchers verts : Astrid (Line Kruse)
- 2003 : Elfe : Journaliste Charlotte Denoyl (Claire Lautier)
- 2008 : Phénomènes : Alma Moore (Zooey Deschanel)
- 2021 : Cyrano : Marie (Monica Dolan)
- 2022 : The Pale Blue Eye : ? (?)
- 2023 : Fingernails (en) : ? (?)
- 2023 : Mon beau-frère est un vampire (pt) : Michele (Renata Brás (pt))

#### Films d'animation
- 1953 : Peter Pan (2e doublage en 1992) : une sirène
- 1981[4] : 20.000 Lieues sous les Mers : Sophia
- 1992 : Aladdin : Jasmine
- 1994 : Le Retour de Jafar : Jasmine
- 1996 : Aladdin et le Roi des voleurs : Jasmine
- 2003 : La Famille Delajungle, le film : Sarah Wellington
- 2003 : Les 101 Dalmatiens 2 : Perdita
- 2007 : Disney Princesses : Les histoires merveilleuses - Vis tes rêves : Jasmine
- 2013 : Pinocchio : la renarde
- 2016 : Ballerina : Odette
- 2018 : Suicide Squad : Le Prix de l'Enfer : Amanda Waller

### Télévision

#### Téléfilms
- Alyssa Milano dans :
  - Crash Course (1988) : Vanessa Crawford
  - La Part du mensonge (1995) : Amy Winslow
  - Pour tout l'or de l'Alaska (1998) : Frances Ella Fitz
  - La Dernière Rivale (2001) : Tracey Van der Byl
  - Une femme de cran (2008) : Patty Montanari
  - Amoureuse à Noël (2010) : Jane Claremont
  - Mariage, Désirs ... et Imprévus ! (2019) : Gabby Cartwright
- Valerie Niehaus dans :
  - À quoi pensent les hommes ? (2010) : Maja Nielsen
  - L'Amour au pied du sapin (2010) : Annemarie Eggert
  - Ma mère est un robot (2012) : Katrin Schreiber
  - L'Ennemi dans ma vie (2013) : Sabine Breiler
  - Le cœur des femmes (2014) : Karo
  - Guerre froide sous les tropiques (2015) : Sandy
  - La Métamorphose d'Antonia (2016) : Antonia Limpinski
- Barbie Castro dans :
  - Tu m'épouseras... (2017) : Carmen Ruiz
  - Jamais tu ne me quitteras (2017) : Sandra Cruz Durro
  - Meurtres au paradis (2018) : Ashley
- Tracy Nelson dans :
  - Sous les yeux d'un intrus (2000) : Rachel
  - Les Liens du mariage (2004) : Lisa Kellington
- Madeline Zima dans :
  - Mort à petites doses (1999) : Danielle Farris
  - La Musique du bonheur (2000) : Rachel Green
- Alison Araya dans :
  - Frissons d'amour (2015) : Edna Largo
  - Frissons d'amour 2 (2016) : Edna Largo
- 1988 : La Force de l'amour : Kelly Brady (Kathy Trageser)
- 1991 : L'Obsession de Pat Bennett : Andrea (J.C. Brandy)
- 1991 : Une autre vie : Jessica Adams (Renée O'Connor)
- 1991 : La Nouvelle Vie de Sarah : Anna Witting (Lexi Randall)
- 1992 : New York, alerte à la peste : Sara Dobbs (Kathleen Robertson)
- 1993 : Un appel dans la nuit : Julia Jenz (Jill Schoelen)
- 1994 : Dragstrip Girl : Laura Bickford (Natasha Gregson Wagner)
- 1996 : If These Walls Could Talk : Christine Cullen (partie « 1996 ») (Anne Heche)
- 1995 : Sawbones : Jenny Sloan (Nina Siemaszko)
- 1998 : Ice : Tempête de glace aux USA : Allison (Eva LaRue)
- 2000 : Sous le masque d'un ange : Linda Conner (Lisa Dean Ryan)
- 2006 : Une merveilleuse journée : Allyson Harlan (Paget Brewster)
- 2006 : Une sœur encombrante : Shelly Lynch (Jane McLean)
- 2009 : En eaux troubles : Melissa (Serinda Swan)
- 2010 : La Grève de Noël : Debbie (Alisen Down)
- 2010 : Une nounou à croquer : Stacey MacDonald (Theresa Scholze)
- 2011 : Un bungalow pour six : Lily MacDougal (Lea Thompson)
- 2013 : Petit mensonge et grand mariage : Molly Mahoney (Aubrey Dollar)
- 2014 : La Menteuse : Bethanny Casey (Tara Spencer-Nairn)
- 2019 : Les Enfants maudits : Grace (Ingrid Tesch)
- 2021 : J'ai tué mon mari : Carrie (Rebecca Amzallag)
- 2022 : Une nouvelle étincelle pour Noël : Molly (Jane Seymour)

#### Séries télévisées
- Alyssa Milano dans (10 séries) :
  - Madame est servie (1987-1992) : Samantha « Sam » Micelli (2e voix, saisons 4 à 8)
  - Melrose Place (1997-1998) : Jennifer Mancini (40 épisodes)
  - Spin City (1997 / 2001) : Meg Winston (saison 2, épisode 11 et saison 5, épisode 17)
  - Charmed (1998-2006) : Phoebe Halliwell (178 épisodes)
  - Earl (2007-2008) : Billie Cunningham (10 épisodes)
  - Castle (2010) : Kyra Blaine (saison 2, épisode 12)
  - Mistresses (2013-2014) : Savannah « Savi » Davis (26 épisodes)
  - Wet Hot American Summer: Ten Years Later (2017) : Renata Murphy née Delvecchio (mini-série)
  - Insatiable (2018-2019) : Coralee Armstrong (18 épisodes)
  - Grey's Anatomy (2019) : Haylee Peterson (saison 16, épisode 3)
- Lindsay Sloane dans (4 séries) :
  - Sabrina, l'apprentie sorcière (1997-1999) : Valerie Birkhead (50 épisodes)
  - Grosse Pointe (2000-2001) : Marcy Sternfeld (17 épisodes)
  - Mr. Sunshine (2011) : Stephanie (saison 1, épisode 3)
  - Psych : Enquêteur malgré lui (2012) : Melinda (saison 6, épisode 12)
- Marisa Ramirez dans :
  - Against the Wall (2011) : Lina Flores (13 épisodes)
  - Body of Proof (2013) : l'officier Riley Dunn (4 épisodes)
  - Blue Bloods (depuis 2013) : l'inspecteur Maria Baez (197 épisodes - en cours)
- Madeline Zima dans : 
  - Une nounou d'enfer (1993-1999) : Grace Sheffield (145 épisodes)
  - Aux portes du cauchemar (2001) : Alexis Hall (épisodes 6 et 7)
- Kylie Travis dans :
  - Models Inc. (1994-1995) : Julie Dante (29 épisodes)
  - Central Park West (1995-1996) : Rachel Dennis (18 épisodes)
- Rebecca Creskoff dans :
  - The Practice : Donnell et Associés (2000) : Dr Jeannie Reynolds (3 épisodes)
  - Single Parents (2018-2020) : Big Red (4 épisodes)
- Sarah Alexander dans :
  - Six Sexy (2000-2004) : Susan Walker (28 épisodes)
  - La Pire Semaine de ma vie (2004-2006) : Mel Cook (13 épisodes)
- Jessica Hecht dans :
  - Bored to Death (2010) : Dr Donna Kenwood (3 épisodes)
  - Red Oaks (2016-2017) : Rebecca Horowitz (10 épisodes)
- Tamara Taylor dans :
  - Altered Carbon (2018) : Oumou Prescott (5 épisodes)
  - Marvel : Les Agents du SHIELD (2020) : Sibyl (5 épisodes)
- Alysia Reiner dans :
  - The Deuce (2018-2019) : Kiki Rains (10 épisodes)
  - Shining Vale (depuis 2022) : Kathryn
- 1987-1995 : La Fête à la maison : Michelle Tanner (Mary-Kate Olsen et Ashley Olsen) (193 épisodes)
- 1989-1993 : Corky, un adolescent pas comme les autres : Paige Thatcher (Monique Lanier puis Tracey Needham) (66 épisodes)
- 1994-1995 : Les Sœurs Reed : Roxie Whatley (Kathryn Zaremba) (6 épisodes)
- 1994-1995 : La Vie à cinq : Kate Bishop (Jennifer Blanc) (8 épisodes)
- 1994-1998 : Notre belle famille : Dana Foster (Staci Keanan) (2e voix, saisons 4 à 7)
- 1995-1999 : Caroline in the City : Caroline Duffy (Lea Thompson)
- 1997-1998 : Buffy contre les vampires : Kendra Young (Bianca Lawson) (3 épisodes) et Rhonda Kelley (Michael McCraine) (saison 1, épisode 6)
- 1997-1998 : Les Aventures de Sinbad : Bryn (Mariah Shirley) (22 épisodes)
- 1997-1999 : Student Bodies : Grace Vasquez (Victoria Sánchez) (50 épisodes)
- 1998-2001 : Un toit pour trois : Sharon Carter (Traylor Howard) (81 épisodes)
- 1999-2004 : Amy : Rebecca Van Exel (Rhyon Nicole Brown) (12 épisodes)
- 2000 : Ally McBeal : Hope Mercey (Alicia Witt) (saison 3, épisodes 20 et 21)
- 2000-2002 : Mysterious Ways : Les Chemins de l'étrange : Miranda Feigelsteen (Alisen Down) (44 épisodes)
- 2002-2003 : Boomtown : Andrea Little (Nina Garbiras) (18 épisodes)
- 2004-2005 : MI-5 : Fiona Carter (Olga Sosnovska) (11 épisodes)
- 2004-2006 : Huff : Beth Huffstodt (Paget Brewster) (26 épisodes)
- 2006 : La Vie de palace de Zack et Cody : la nonne ( ? ) (saison 2, épisode 6)
- 2006-2007 : Weeds : Kat (Zooey Deschanel) (4 épisodes)
- 2011 : Terra Nova : Mira (Christine Adams) (13 épisodes)
- Sarah Shahi : Sadia Shaw dans Dawson (saison 6)
- Julie dans Sexe et Dépendances (saison 2, épisode 5)
- Elaine Hendrix : Sandra Holloway dans Ghost Whisperer (saison 1, épisode 12)
- Jennifer Tighe : Tanya Vanders dans Preuve à l'appui (saison 1, épisode 16)
- Lisa Rieffel : Atlantis dans Docteur Quinn, femme médecin (saison 2, épisode 14)
- 2014-2015 : Bankerot : Kisser (Lærke Winther Andersen) (9 épisodes)
- 2016 : American Gothic : l'inspecteur Linda Cutter (Deirdre Lovejoy) (9 épisodes)
- 2017 : Fearless : Emma Banville (Helen McCrory) (mini-série)
- 2017-2019 : Big Little Lies : Dr Amanda Reisman (Robin Weigert) (9 épisodes)
- 2017-2021 : Workin' Moms : Frankie Conoy (Juno Rinaldi) (52 épisodes)
- 2018 : Nightflyers : Cynthia Eris (Josette Simon) (3 épisodes)
- 2018 : The Americans : Erica Haskard (Miriam Shor) (6 épisodes)
- 2018-2019 : Lodge 49 : Anita Jones (Avis-Marie Barnes) (18 épisodes)
- 2018-2021 : Mom : Tammy Diffendorf (Kristen Johnston) (57 épisodes)
- 2018-2021 : Mayans M.C. : Dita Galindo (Ada Maris) (16 épisodes)
- 2019 : The Passage : Lacey Antoine (Kecia Lewis) (7 épisodes)
- 2019-2020 : Batwoman : Catherine Hamilton-Kane (Elizabeth Anweis) (9 épisodes)
- 2020 : Perry Mason : Birdy McKeegan (Lili Taylor) (7 épisodes)
- 2022 : Le Seigneur des anneaux : Les Anneaux de pouvoir : ? (?)
- 2023 : Los Farad (es) : Carmen (Nora Navas) (8 épisodes)
- 2024 : Baby Bandito (es) : Soraya (Francisca Imboden) (mini-série)
- 2024 : Territory (en) : Sandra Kirby (Sara Wiseman)
- 2024-2025 : Squid Game : Seon-nyeo /no 044 (Chae Gook-hee) (7 épisodes)
- 2024-2025 : Docteur Odyssey : Avery Morgan (Phillipa Soo) (18 épisodes)

#### Séries d'animation
- 1982[5] : Mes Tendres Années : Marjolaine / La princesse Nadia
- 1985[6] : Les Enfants d'Aujourd'hui : Iris
- 1989-1990 : Gwendoline : Annie Russel / Viviane
- 1989-1991 : Babar : Céleste (enfant) et Pom (saisons 3 à 5)
- 1990-1991 : Sally la petite sorcière : Sally
- 1992-1995 : Ranma ½ : Adeline Galland (Akane Tendô) / voix diverses
- 1993-1999 : Les Belles Histoires du père Castor : Grignote
- 1995 : Aladdin : Jasmine (quelques épisodes)
- 1996 : Mais où se cache Carmen Sandiego ? : Ivy
- 1997 : Sky Dancers[7] : Camille
- Dragon Ball : Krillin / Lunch (épisodes 132 à 134)
- Lamu : Moustique / Frédérique / Kurama
- Erika : Erika
- 2001-2007 : Cédric : Christian (1re voix, saisons 1 et 2)
- Les Samouraïs de l'éternel : Tim
- Karine, l'aventure du Nouveau Monde : Clara
- Nicky Larson : Karine (Sakura Mokimura) (épisodes 84 et 85)
- Julie et Stéphane : la comtesse de Gourmont (2e voix) / Mathilda
- Saiyuki : Yaone / Gyokumen
- Saiyuki Reload : Yaone / Kanzenon
- Slayers Next : Sylphide
- Princesse Saphir : Saphir
- Waybuloo : Lau Lau
- Superman, l'Ange de Metropolis : Lana Lang (1re voix) / Electra
- Tommy et Magalie : voix additionnelles
- Dragon Flyz : Apex
- Jonny Quest : Jessie
- Gargoyles, les anges de la nuit : Elisa Maza
- Samouraï Jack : Bia Young Mei
- La Compète : la princesse Ingrid
- JoJo's Bizarre Adventure : Holly Kujo
- L'Histoire du Père Noël : voix additionnelles
- Les Griffin : Alyssa Milano
- 2014 : Archer : Sia (saison 2)
- 2014 : Star Wars: The Clone Wars : les cinq Prêtresses de la Force
- 2019[8] : Demon Slayer: Kimetsu no Yaiba : Kie Kamado
- 2023 : Make My Day : Cathy Beck

### Jeux vidéo
- 2001 : Panique à Mickeyville : Annie Candy
- 2002 : Kingdom Hearts : Jasmine
- 2005 : Psychonauts : Nils Lutefisk / Habitante adulte / Habitante enfant
- 2006 : Kingdom Hearts 2 : Jasmine

### Direction artistique
Magali Barney est également directrice artistique de versions françaises.
 Sauf indication contraire ou complémentaire, les informations mentionnées dans cette section proviennent du générique de fin de l'œuvre audiovisuelle présentée ici.

#### Films
- 1993 : Le Gang des champions
- 1995 : Présumée Coupable
- 1999 : The Delivery
- 2001 : Madison
- 2001 : Mimic 2 : Le Retour !
- 2003 : Marci X
- 2004 : One Dollar Curry
- 2006 : Zoom : L'Académie des super-héros
- 2008 : High School Musical 3 : Nos années lycée
- 2010 : Parasites
- 2011 : La Fabulous Aventure de Sharpay
- 2012 : Les Chiots Noël, la relève est arrivée[9]
- 2013 : Les Copains super-héros
- 2015 : November Rule
- 2016 : Maximum Ride (en)
- 2016 : Lowriders
- 2019 : Paradise Hills
- 2022 : Une vie ou l'autre
- 2022 : The Greatest Beer Run Ever
- 2023 : Fancy Dance

#### Films d'animation
- 1999 : La Mouette et le Chat[10]
- 1999 : Carnivale[11]
- 2000 : Le Gâteau magique[12]
- 2003 : Opopomoz
- 2012 : Pinocchio

#### Téléfilms
- 2006 : High School Musical : Premiers pas sur scène[9]
- 2007 : High School Musical 2[9]
- 2007 : Perdues dans la tourmente
- 2007 : Le Jackpot de Noël[9]
- 2008 : Secrets inavouables
- 2011 : Le Prix du passé
- 2011 : Un mari à louer
- 2012 . Catastrophe en plein ciel
- 2012 : Le Concours de Noël[9]
- 2012 : Le Lycée de la honte[9]
- 2012 : Adolescentes en sursis
- 2013 : Un secret bien enfoui[9]
- 2013 : Twist of Faith (en)
- 2013 : Échangés à la naissance (de)[9]
- 2015 : Dernier jour d'été[9]
- 2015 : Une vie secrète[9]
- 2015 : Un baby-sitting pour deux[9]
- 2016 : Un sapin sur le toit[9]
- 2016 : Étudiante en danger
- 2016 : Suivre son cœur
- 2016 : Cruelles amitiés
- 2016 : La métamorphose d'Antonia
- 2017 : Les Frères meurtriers : L'Affaire Menendez (en)
- 2017 : Gentleman menteur
- 2017 : La Reine de la déco
- 2017 : Divorce et je te tuerai
- 2018 : Es-tu mon fils ?
- 2018 : Une romance de Noël épicée
- 2018 : Cauchemar sous mon toit
- 2020 : Le Rêve brisé de ma fille : L'Île du scandale[9]
- 2020 : Coup de foudre en direct[9]
- 2020 : Ado, riche et enceinte[9]
- 2020 : Gage d'amour pour toujours[9]
- 2021 : Scandales et privilèges[9]
- 2021 : La Rumeur de trop[9]
- 2022 : Une vendetta contre Marcia[9]
- 2022 : Une bague de trop[9] (avec Juan Llorca)

#### Séries télévisées
- 1997-2000 : Chérie, j'ai rétréci les gosses
- 1999-2000 : Zoé, Duncan, Jack et Jane
- 2000-2001 : Tessa à la pointe de l'épée
- 2005-2008 : La Vie de palace de Zack et Cody
- 2006 : Vanished
- 2006-2007 : Kidnapped
- 2007-2012 : Gossip Girl
- 2008-2011 : La Vie de croisière de Zack et Cody
- 2010 : Past Life
- 2011-2013 : Enlightened
- 2012-2013 : Magic City
- 2012-2014 : Close Case : Affaires closes
- 2013-2014 : Sleepy Hollow
- 2013-2015 : Getting On (en)
- 2013-2016 : Mr Selfridge
- 2014 : Crisis
- 2014-2018 : Lovesick
- 2015-2016 : Wayward Pines
- 2016 : The Night Of (mini-série)
- 2016-2019 : Speechless
- 2016-2022 : This Is Us
- 2017 : Making History
- 2017-2019 : Legion
- 2017-2019 : Star (saisons 2-3)
- 2017-2019 : The Deuce
- 2017-2021 : Dear White People
- 2018 : Dogs of Berlin
- 2018 : Save Me
- 2018-2019 : O Mecanismo
- 2018-2021 : Pose
- 2019 : Le Nom de la rose (mini-série)
- 2019 : Bad Mothers (en)
- 2019-2023 : The Resident (saisons 3 à 6)
- depuis 2019 : Good Omens
- 2020 : Extracurricular (avec Céline Ronté)
- 2020 : Industry (saison 1)
- 2020-2021 : Everything's Gonna Be Okay (avec Juan Llorca)
- 2021 : Glória
- 2021 : Hantés
- 2022 : Rebelde
- 2022 : The Watcher (mini-série)
- 2022 : This England (mini-série)
- 2022 : Shining Vale
- 2022 : Yonder (en) (mini-série)
- depuis 2022 : The Devil's Hour (en)
- 2023 : Transatlantique (mini-série)
- 2023 : Song of the Bandits (en)
- 2023 : C*A*P*T*I*F*S (en)
- 2023 : A Bloody Lucky Day
- 2024 : Criminal Record (en)
- 2024 : Les Meurtres zen
- 2024 : Queen Woo (en)
- 2025 : Medusa (avec Céline Ronté)
- 2025 : Government Cheese (en)

#### Séries d'animation
- 1998-2004 : Rolie Polie Olie
- 2000-2001 : Les Voyages de Balthazar
- 2001-2004 : Stanley
- 2004-2008 : Les Héros d'Higglyville
- 2004-2006 : Zoé Kézako[13]
- 2010 : Tarmac Micmac
- 2020-2021 : Tut Tut Cory Bolides (en)

### Formatrice
Magali Barney est également formatrice de comédiens pour le doublage, pour la Cie Vagabond dans le Magazin.

## Adaptation
Film
- 2024 : Tue-moi si tu l'oses

Séries d'animation
- 2019 : Demon Slayer: Kimetsu no Yaiba
- 2021 : Horimiya
- 2023 : Le Petit Prince et ses amis
- 2023 : My Daemon (en)

Film d'animation
- 2020 : Demon Slayer: Kimetsu no Yaiba, le film : Le Train de l'Infini

Téléfilms
- 2021 : Mon elfe de Noël[9]
- 2022 : L'Héritage des Lockhart
- 2023 : Selma et Madison : À la vie, à la mort
- 2023 : Mission bébé

Série télévisée
- 2021-2023 : Aime-moi (en)

Série d'animation
- 2024 : Hazbin Hotel

## Lecture de livre audio
- 2024 : Peter Pan, de J. M. Barrie, lu avec Sophie Arthuys, Caroline Beaune, Arnaud Bedouët, Étienne Fernagut, Laurence Merchet, Delphine Rich et Didier Rousset, « Écoutez Lire », Gallimard, Paris, 2h57